# Gynura procumbens
Gynura procumbens is een plant die in onder meer in Thailand, de Filipijnen en Indonesië voorkomt. In Indonesië wordt de plant Daon Dewa genoemd, dat plant van god betekent.
Gynura procumbens is een kruidachtige plant met oranje pluisachtige bloemen die zich goed laat stekken.